# Metrô Rio de Janeiro
| |                        |                             |                         |
| Streckenlänge: | 41 km                  |                             |                         |
| Spurweite: | 1600 mm (Irische Spur) |                             |                         |
| |                        |                             |                         |
| \| \| \| Pavuna Übergang zu SuperVia \| \| \| \| \| Engenheiro Rubens Paiva \| \| \| \| \| Acari/Fazenda Botafogo \| \| \| \| \| Coelho Neto \| \| \| \| \| Colégio \| \| \| \| \| Irajá \| \| \| \| \| Vicente de Carvalho \| TransCarioca \| \| \| \| Thomaz Coelho \| \| \| \| \| Engenho da Rainha \| \| \| \| \| Inhaúma \| \| \| \| \| Del Castilho \| \| \| \| \| Maria da Graça \| \| \| \| \| Triagem SuperVia \| \| \| \| \| Maracanã SuperVia \| \| \| \| \| Sao Cristóvão SuperVia \| \| \| \| \| Uruguai \| \| \| \| \| Saens Peña \| \| \| \| \| São Francisco Xavier \| \| \| \| \| Afonso Pena \| \| \| \| \| Estácio \| () \| \| \| \| Cidade Nova \| \| \| \| \| Praça Onze \| \| \| \| \| \| \| \| \| \| Central SuperVia \| \| \| \| \| Presidente Vargas \| \| \| \| \| Uruguaiana \| \| \| \| \| Carioca \| \| \| \| \| Cinelândia \| \| \| \| \| Glória \| \| \| \| \| Catete \| \| \| \| \| Largo do Machado \| \| \| \| \| Flamengo \| \| \| \| \| Botafogo \| \| \| \| \| Cardeal Arcoverde \| \| \| \| \| Siqueira Campos \| \| \| \| \| Cantagalo \| \| \| \| \| General Osório \| \| \| \| \| Nossa Senhora da Paz \| \| \| \| \| Jardim de Alah \| \| \| \| \| Antero de Quental \| \| \| \| \| São Conrado \| \| \| \| \| Jardim Oceânico \| TransOeste \| |                        |                             |                         |
| U-Bahn-Kopfbahnhof Streckenanfang |                        | Pavuna Übergang zu SuperVia | Linie 2                 |
| U-Bahn-Bahnhof |                        | Engenheiro Rubens Paiva     | Engenheiro Rubens Paiva |
| U-Bahn-Bahnhof |                        | Acari/Fazenda Botafogo      | Acari/Fazenda Botafogo  |
| U-Bahn-Bahnhof |                        | Coelho Neto                 | Coelho Neto             |
| U-Bahn-Bahnhof |                        | Colégio                     | Colégio                 |
| U-Bahn-Bahnhof |                        | Irajá                       | Irajá                   |
| U-Bahn-Bahnhof |                        | Vicente de Carvalho         | TransCarioca            |
| U-Bahn-Bahnhof |                        | Thomaz Coelho               | Thomaz Coelho           |
| U-Bahn-Bahnhof |                        | Engenho da Rainha           | Engenho da Rainha       |
| U-Bahn-Bahnhof |                        | Inhaúma                     | Inhaúma                 |
| U-Bahn-Bahnhof |                        | Del Castilho                | Del Castilho            |
| U-Bahn-Bahnhof |                        | Maria da Graça              | Maria da Graça          |
| U-Bahn-Bahnhof |                        | Triagem SuperVia            | Triagem SuperVia        |
| U-Bahn-Bahnhof |                        | Maracanã SuperVia           | Maracanã SuperVia       |
| U-Bahn-Bahnhof |                        | Sao Cristóvão SuperVia      | Sao Cristóvão SuperVia  |
| U-Bahn-Kopfbahnhof Streckenanfang (im Tunnel) |                        | Uruguai                     | Linie 1                 |
| U-Bahn-Bahnhof (im Tunnel) |                        | Saens Peña                  | Saens Peña              |
| U-Bahn-Bahnhof (im Tunnel) |                        | São Francisco Xavier        | São Francisco Xavier    |
| U-Bahn-Bahnhof (im Tunnel) |                        | Afonso Pena                 | Afonso Pena             |
| U-Bahn-Turmbahnhof (im Tunnel) · U-Bahn-Abzweig geradeaus und ehemals nach rechts |                        | Estácio                     | ()                      |
| U-Bahn-Bahnhof |                        | Cidade Nova                 | Cidade Nova             |
| U-Bahn-Bahnhof (im Tunnel) · U-Bahn-Tunnelanfang |                        | Praça Onze                  | Praça Onze              |
| U-Bahn-Abzweig geradeaus und von links (im Tunnel) · U-Bahn-Strecke nach rechts (im Tunnel) |                        |                             |                         |
| U-Bahn-Bahnhof |                        | Central SuperVia            | Central SuperVia        |
| U-Bahn-Bahnhof (im Tunnel) |                        | Presidente Vargas           | Presidente Vargas       |
| U-Bahn-Bahnhof (im Tunnel) |                        | Uruguaiana                  | Uruguaiana              |
| U-Bahn-Bahnhof (im Tunnel) |                        | Carioca                     | Carioca                 |
| U-Bahn-Bahnhof (im Tunnel) |                        | Cinelândia                  | Cinelândia              |
| U-Bahn-Bahnhof (im Tunnel) |                        | Glória                      | Glória                  |
| U-Bahn-Bahnhof (im Tunnel) |                        | Catete                      | Catete                  |
| U-Bahn-Bahnhof (im Tunnel) |                        | Largo do Machado            | Largo do Machado        |
| U-Bahn-Bahnhof (im Tunnel) |                        | Flamengo                    | Flamengo                |
| U-Bahn-Bahnhof (im Tunnel) |                        | Botafogo                    | Linie 2                 |
| U-Bahn-Bahnhof (im Tunnel) |                        | Cardeal Arcoverde           | Cardeal Arcoverde       |
| U-Bahn-Bahnhof (im Tunnel) |                        | Siqueira Campos             | Siqueira Campos         |
| U-Bahn-Bahnhof (im Tunnel) |                        | Cantagalo                   | Cantagalo               |
| U-Bahn-Bahnhof (im Tunnel) |                        | General Osório              | Linie 1 · Linie 4       |
| U-Bahn-Bahnhof (im Tunnel) |                        | Nossa Senhora da Paz        | Nossa Senhora da Paz    |
| U-Bahn-Bahnhof (im Tunnel) |                        | Jardim de Alah              | Jardim de Alah          |
| U-Bahn-Bahnhof (im Tunnel) |                        | Antero de Quental           | Antero de Quental       |
| U-Bahn-Bahnhof (im Tunnel) |                        | São Conrado                 | São Conrado             |
| U-Bahn-Kopfbahnhof Streckenende (im Tunnel) |                        | Jardim Oceânico             | TransOeste              |

Die Metrô Rio de Janeiro ist das U-Bahn-System der brasilianischen Stadt Rio de Janeiro. Die erste Strecke wurde 1979 eröffnet. Derzeit gibt es drei Linien mit einer Länge von 57 Kilometern und 41 Stationen. Die Linien 1 und 2 nutzen zwischen den Bahnhöfen Central und Botafogo die gleiche Strecke. Weitere drei Linien sind in Planung. Betreibergesellschaft der U-Bahn ist Opportrans–Concessão Metroviária S.A.

## Linien und Betrieb
| Name    | Strecke                          | Eröffnung         |
| ------- | -------------------------------- | ----------------- |
| Linie 1 | General Osório ↔ Uruguai         | 15. März 1979     |
| Linie 2 | Botafogo ↔ Pavuna                | 19. November 1981 |
| Linie 4 | Jardim Oceânico ↔ General Osório | 1. August 2016    |

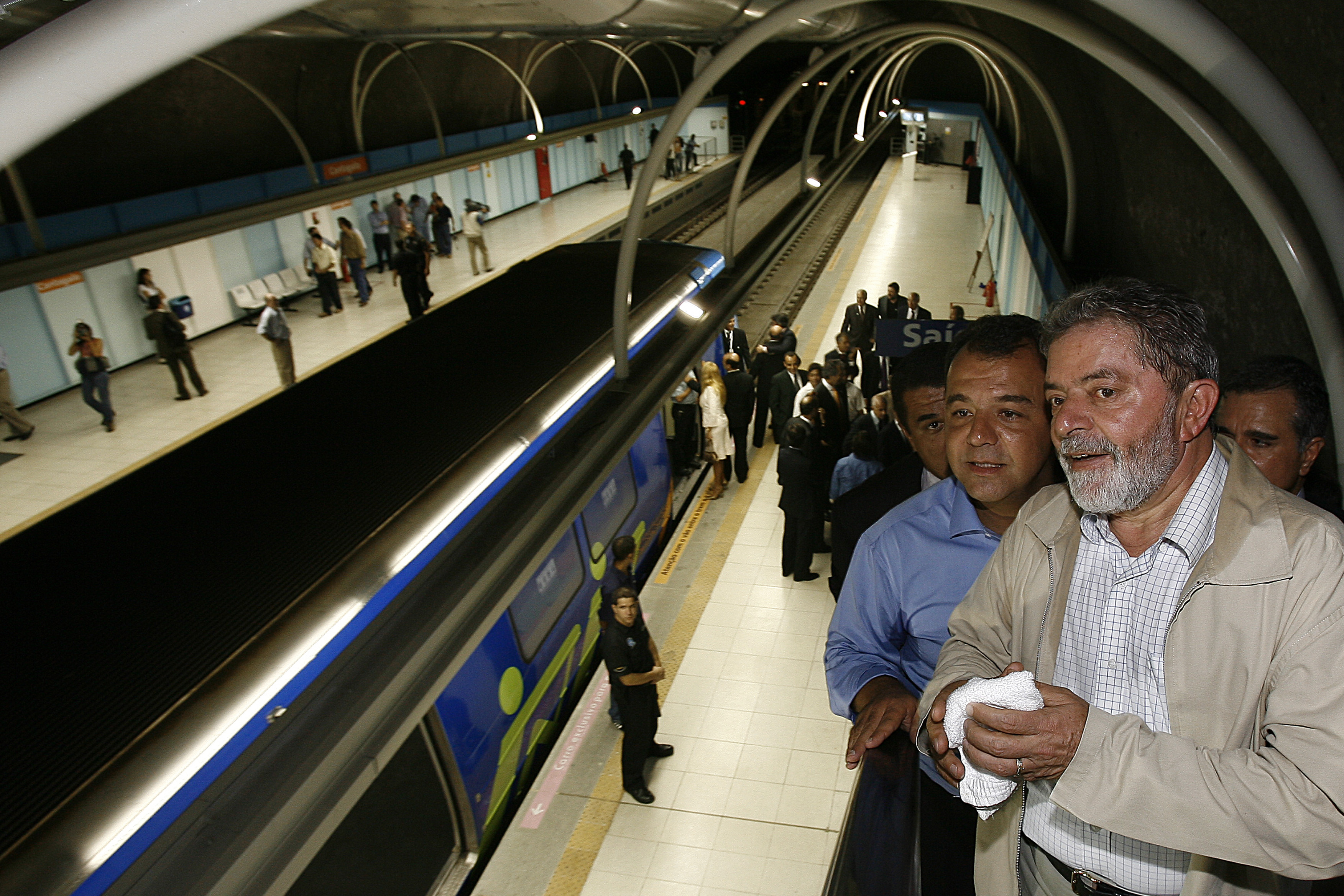
Der brasilianische Staatspräsident Luiz Inácio Lula da Silva und der Gouverneur Rio de Janeiros, Sérgio Cabral, am Bahnhof Cantagalo, 2007

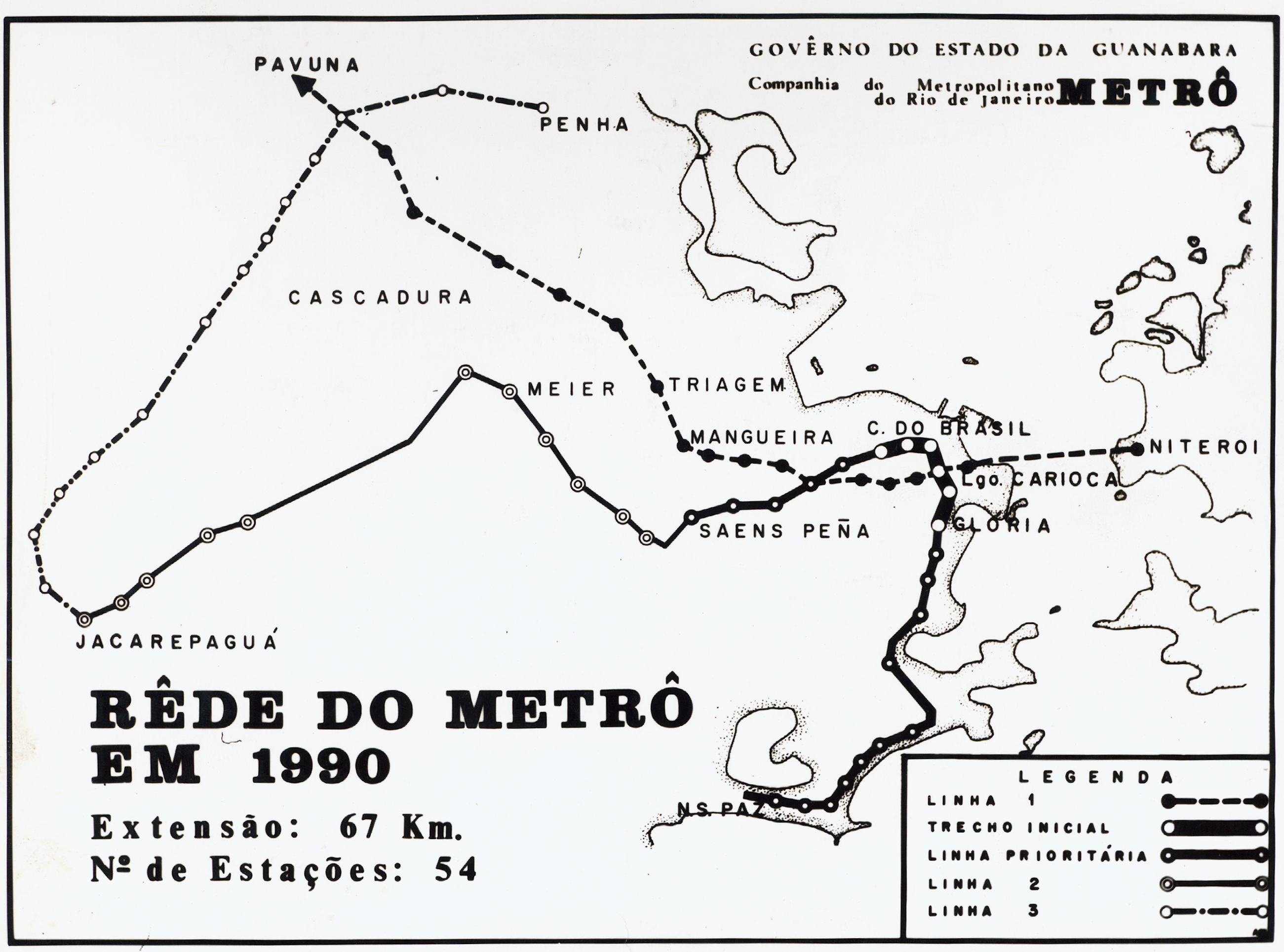
Karte mit Vorhersage des U-Bahn-Netzes von Rio de Janeiro im Jahr 1990

Die Linie 1 verläuft hufeisenförmig von Ipanema im Süden nach Tijuca im Westen und verfügt über 20 Stationen. Die 16,1 km lange Strecke verläuft ausschließlich im Tunnel und durchquert das Geschäftszentrum und die touristischen Bereiche der Stadt. Beim Bahnhof Central besteht ein Übergang zur S-Bahn-ähnlichen Vorortbahn SuperVia. Die Bauarbeiten begannen am 23. Mai 1970. Am 5. März 1979 konnte der Betrieb der Metrô auf einer fünf Kilometer langen Strecke zwischen den am Rande des Geschäftsviertels liegenden Stationen Glória und Praça Onze aufgenommen werden. Im September 1981 wurde der Abschnitt Glória – Botafogo eingeweiht. Im Mai 1982 erfolgte die Betriebsaufnahme auf dem Streckenabschnitt bis Tijuca (Bahnhof Saens Peña). Betriebsbeginn für den Abschnitt Botafogo – Cardeal Arcoverde (Copacabana) war im Juli 1998. Auf der Strecke bis Siqueira Campos fuhren im Dezember 2002 die ersten Züge. Inzwischen wurde die Linie bis Ipanema verlängert.
Die Linie 2 führt vom Bahnhof Botafogo in nordwestlicher Richtung bis Pavuna. Die nach Metro-Standard erbaute Strecke verläuft teils im Tunnel, teils an der Oberfläche sowie als Hochbahn und hat 26 Stationen. Am 19. November 1981 wurden die ersten drei Kilometer mit den Bahnhöfen Estácio, São Cristóvão und Maracanã übergeben. Im März 1983 erfolgte die Eröffnung des Betriebes auf einer 12,5 km langen Strecke von Maracanã bis Irajá. Im August 1998 ist die Strecke bis Pavuna eingeweiht worden. Später wurde der Abschnitt zwischen São Cristóvão und Central hinzugefügt und die Linie bis Botafogo verlängert. Die Strecke nach Estácio wird seitdem nur noch am Wochenende genutzt.
Die Linie 4 startet im Stadtteil Barra da Tijuca mit der Haltestelle Jardim Oceânico und führt über fünf weitere Stationen  Richtung Osten nach Ipanema. Dort vereinigt sie sich an der Haltestelle General Osório mit der Linie 1.

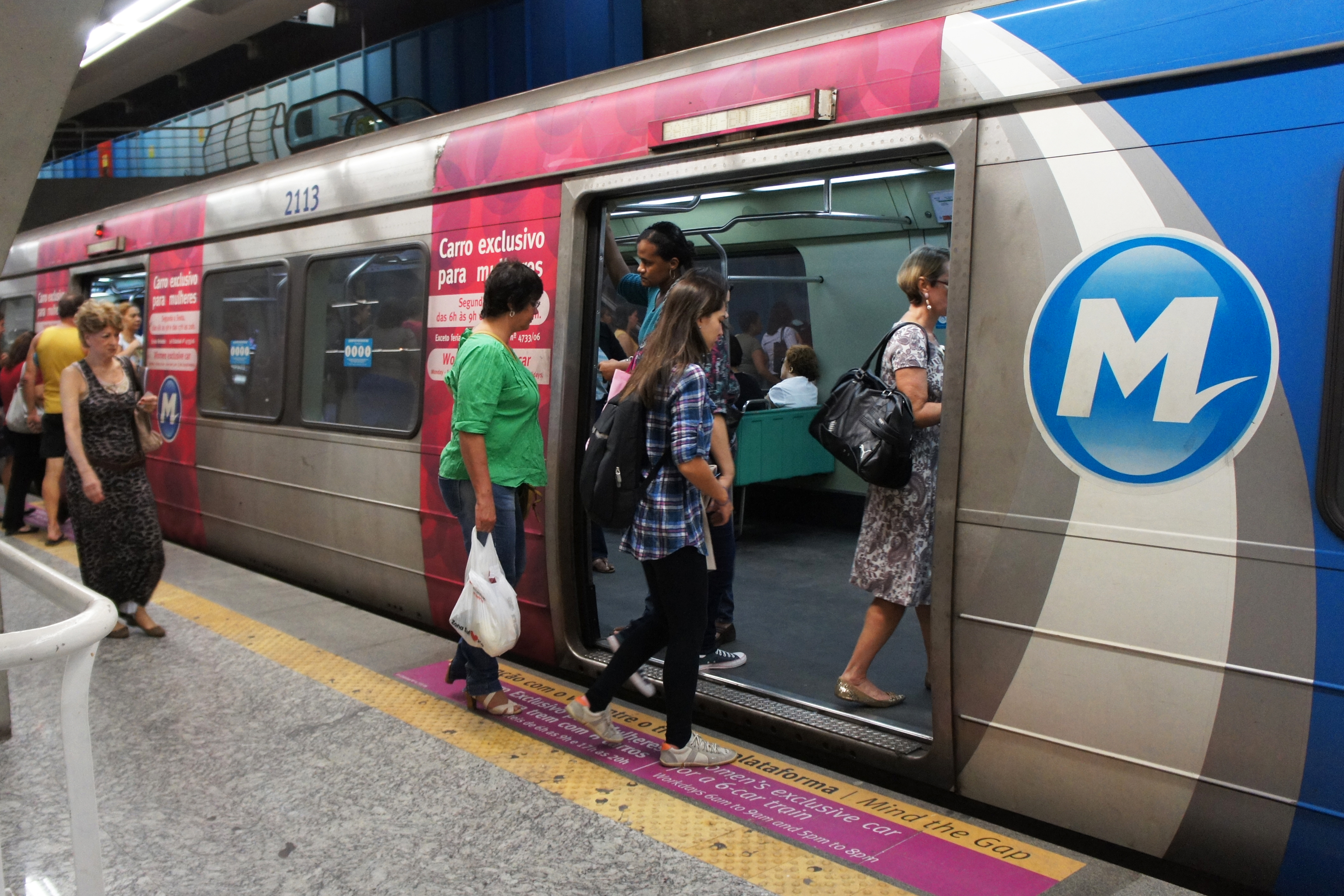
Frauen-Abteil

Von montags bis samstags verkehren die Züge jeweils von 5 bis 24 Uhr, sonntags von 7 bis 23 Uhr. Auf der Linie 1 verkehren die Züge alle vier bis sieben Minuten, auf Linie 2 alle fünf bis zehn Minuten. Auf beiden Linien werden zu den Hauptverkehrszeiten einzelne Wagen für weibliche Passagiere reserviert.

## Tarif
Die Metrô verfügt über ein eigenes Tarifsystem. Angeboten werden Einzel- und Mehrfach-Fahrkarten, die auf wiederverwendbaren Plastikchipkarten gespeichert werden. Die Einzelfahrkarten müssen nach Benutzung zurückgegeben werden. Es werden Kombinationsfahrkarten angeboten, die den Übergang zu anderen Verkehrsmitteln, wie der Metrô na Superfície, beinhalten.

## Metrô na Superfície
Ergänzt wird das Metrô-Netz durch zwei integrierte Buslinien, die die südlichen Endstationen der beiden Metrô-Linien jeweils mit Gávea auf der Westseite der Lagune verbinden.

## Ausbau und Planungen
- Linie 3 (in Planung): Die privat finanzierte Strecke soll vom Bahnhof Carioca an der Linie 1 mit einem Unterwassertunnel unter der Guanabarabucht nach Niterói und São Gonçalo führen.
- Linie 5 (in Planung): Mit dieser Linie sollen die Flughäfen Antônio Carlos Jobim auf der Ilha do Governador und Santos Dumont verbunden werden.
- Linie 6 (in Planung): Die 22 Kilometer lange Strecke soll den Internationalen Flughafen mit Barra de Tijuca verbinden. Erschlossen werden damit die nördlichen und östlichen Teile der Stadt (Leopoldina, Baixada). Diese Strecke wird zurzeit durch die Bus-Rapid-Transit-Linie TransCarioca bedient.

### Streckeneröffnungen
- 15. März 1979: L1 Glória – Praça Onze
- 20. September 1980: L1 Praça Onze – Estácio
- 17. September 1981: L1 Glória – Botafogo
- 19. November 1981: L2 Estácio – Maracanã
- 3. Mai 1982: L1 Estácio – Saens Peña (Tijuca)
- 12. März 1983: L2 Maracanã – Irajá (Premetro)
- 2. Juli 1998: L1 Botafogo – Cardeal Arcoverde (Copacabana)
- 31. August 1998: L2 Irajá – Pavuna
- 20. Dezember 2002: L1 Cardeal Arcoverde – Siqueira Campos
- 28. Februar 2007: L1 Siqueira Campos – Cantagalo
- 2009: L1 Cantagalo – General Osório
- 2016: L4 Jardim Oceânico – General Osório

## Bilder

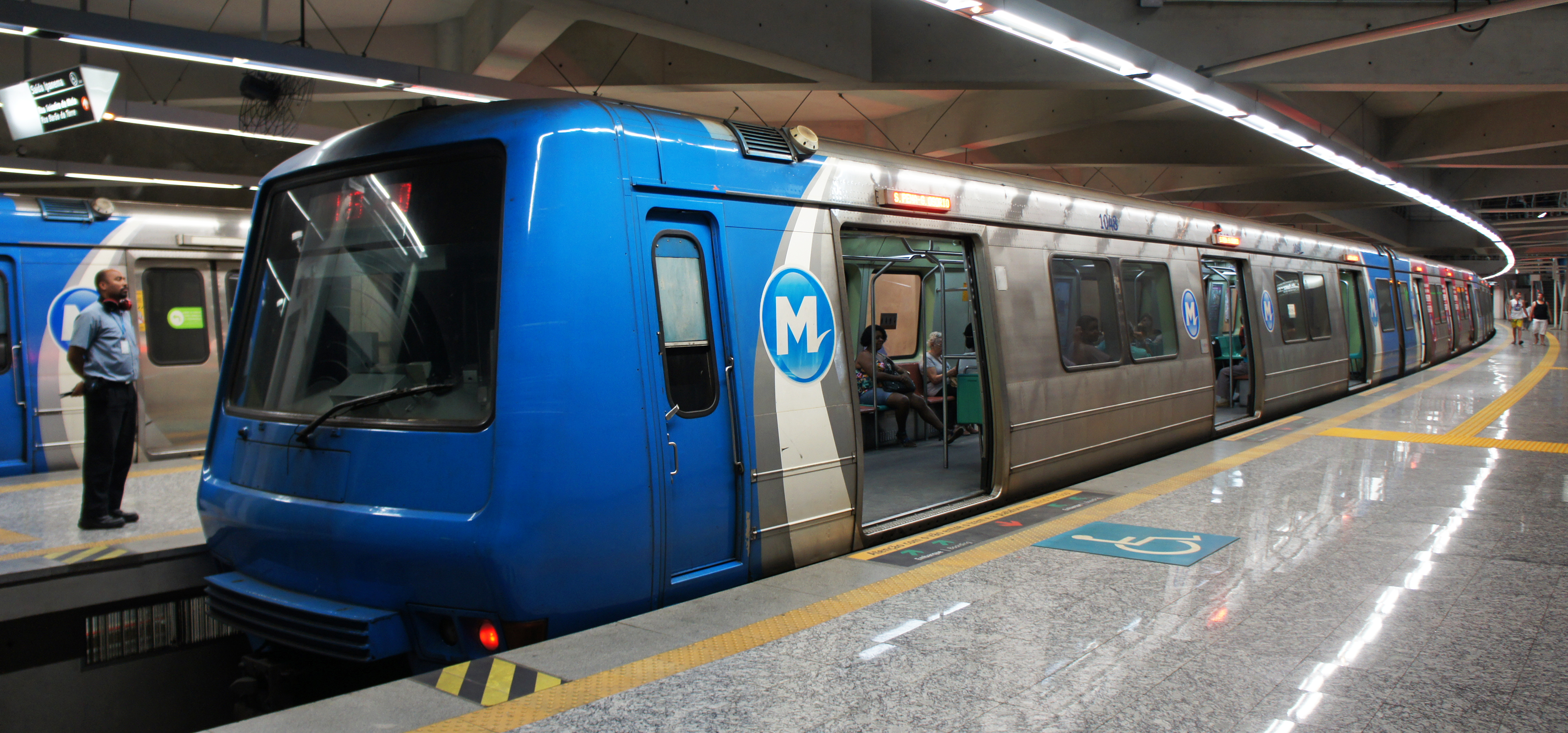
Station General Osório
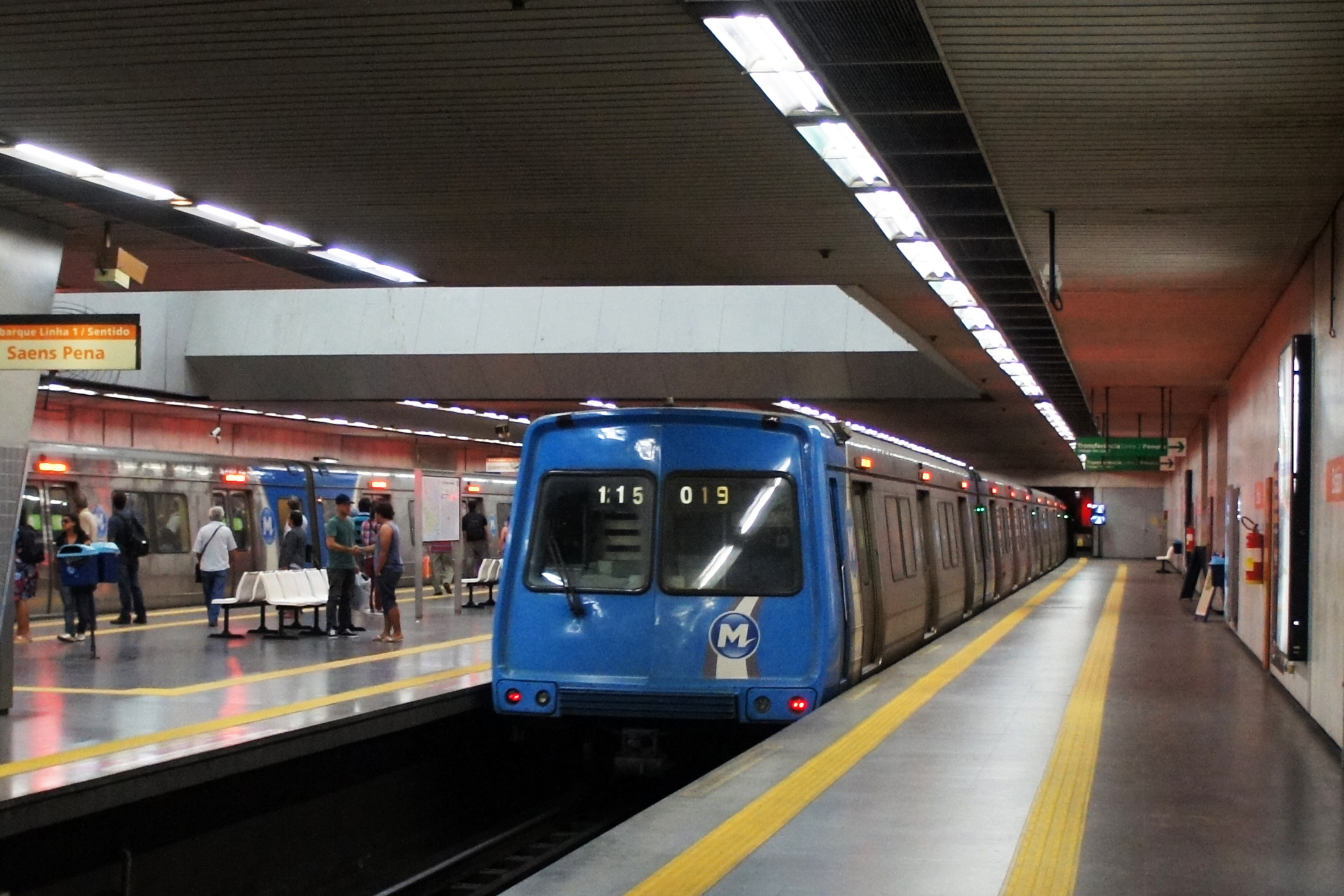
Station Estácio
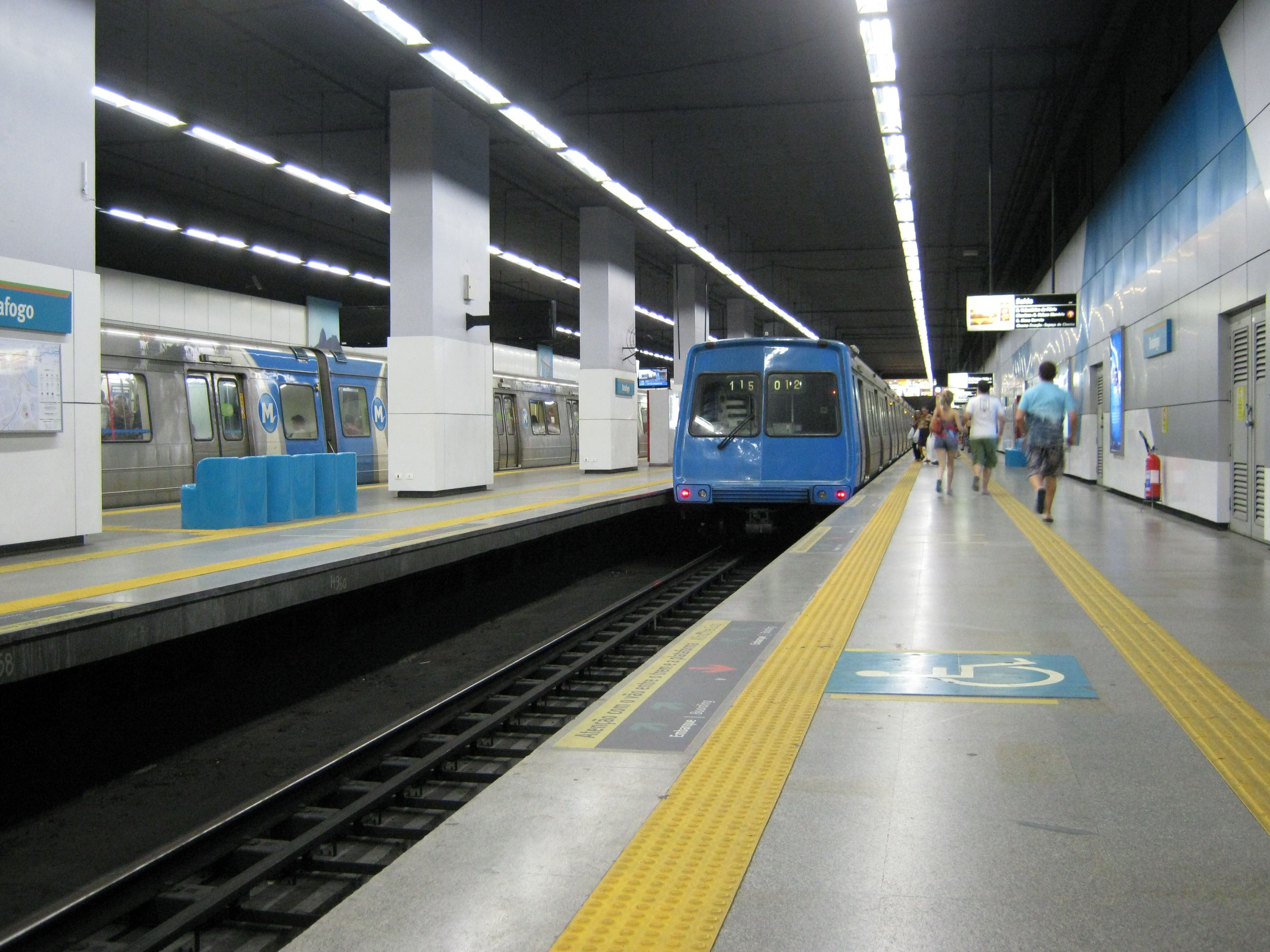
Station Botafogo
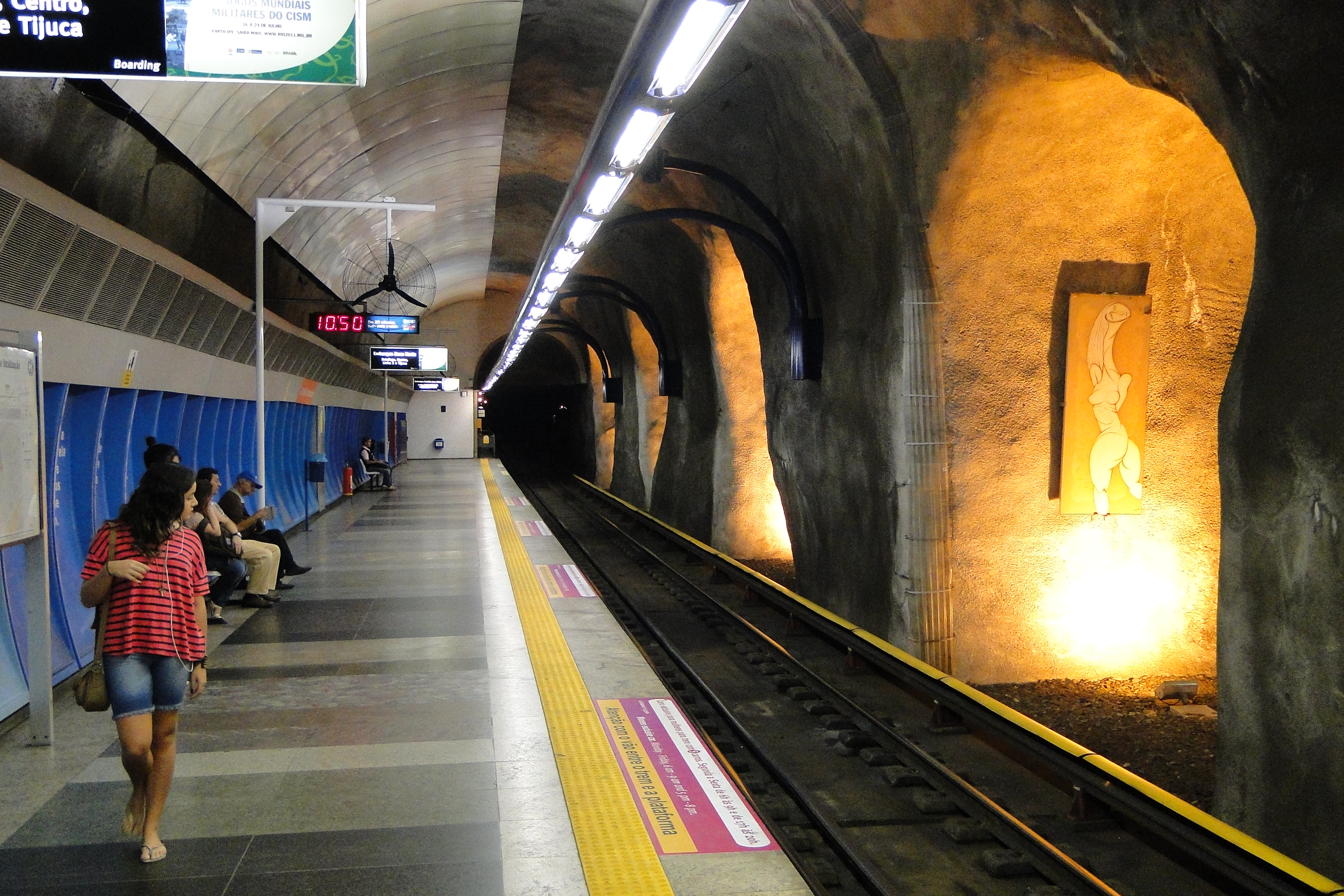
Station Cardeal Arcoverde
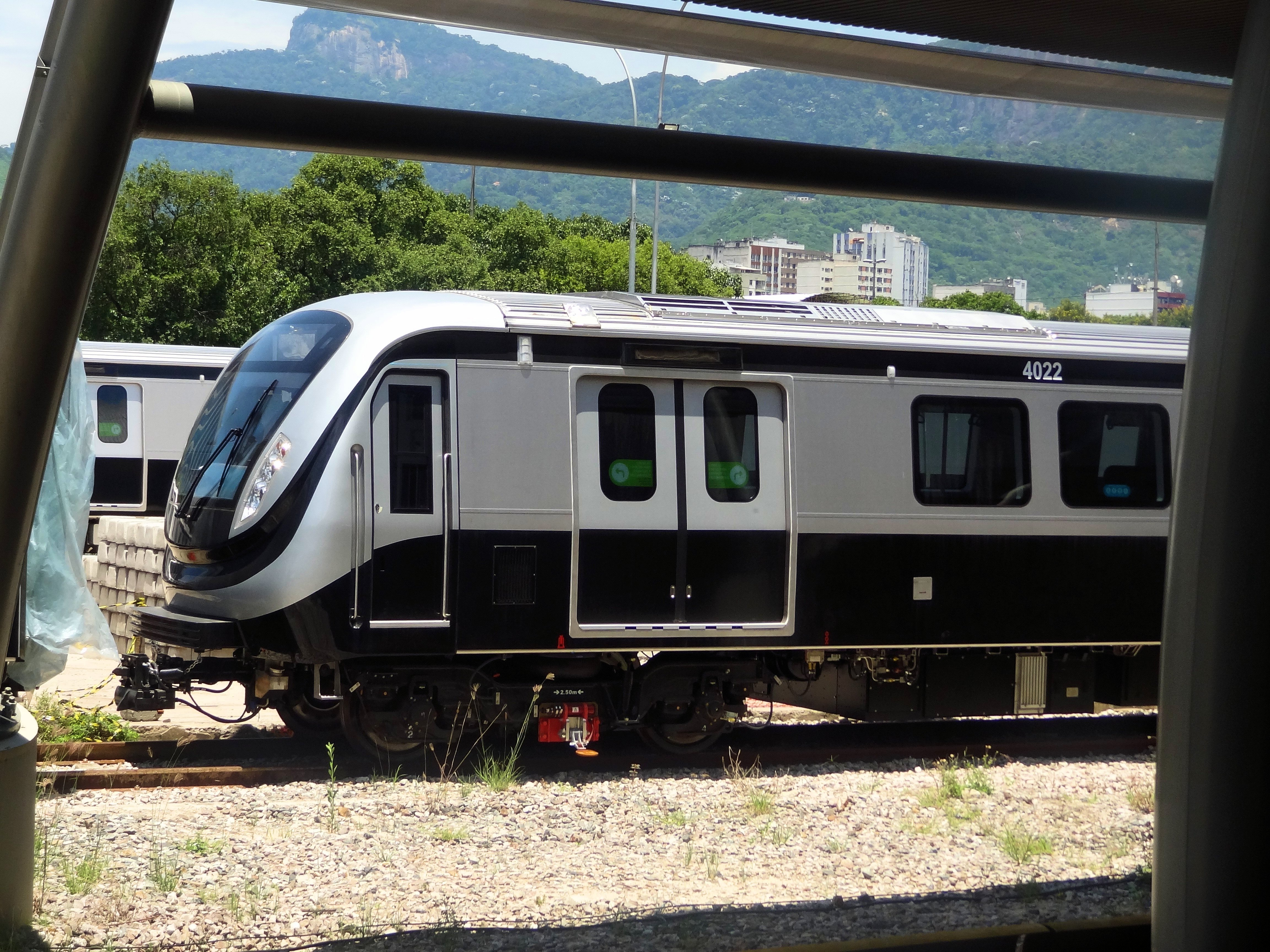
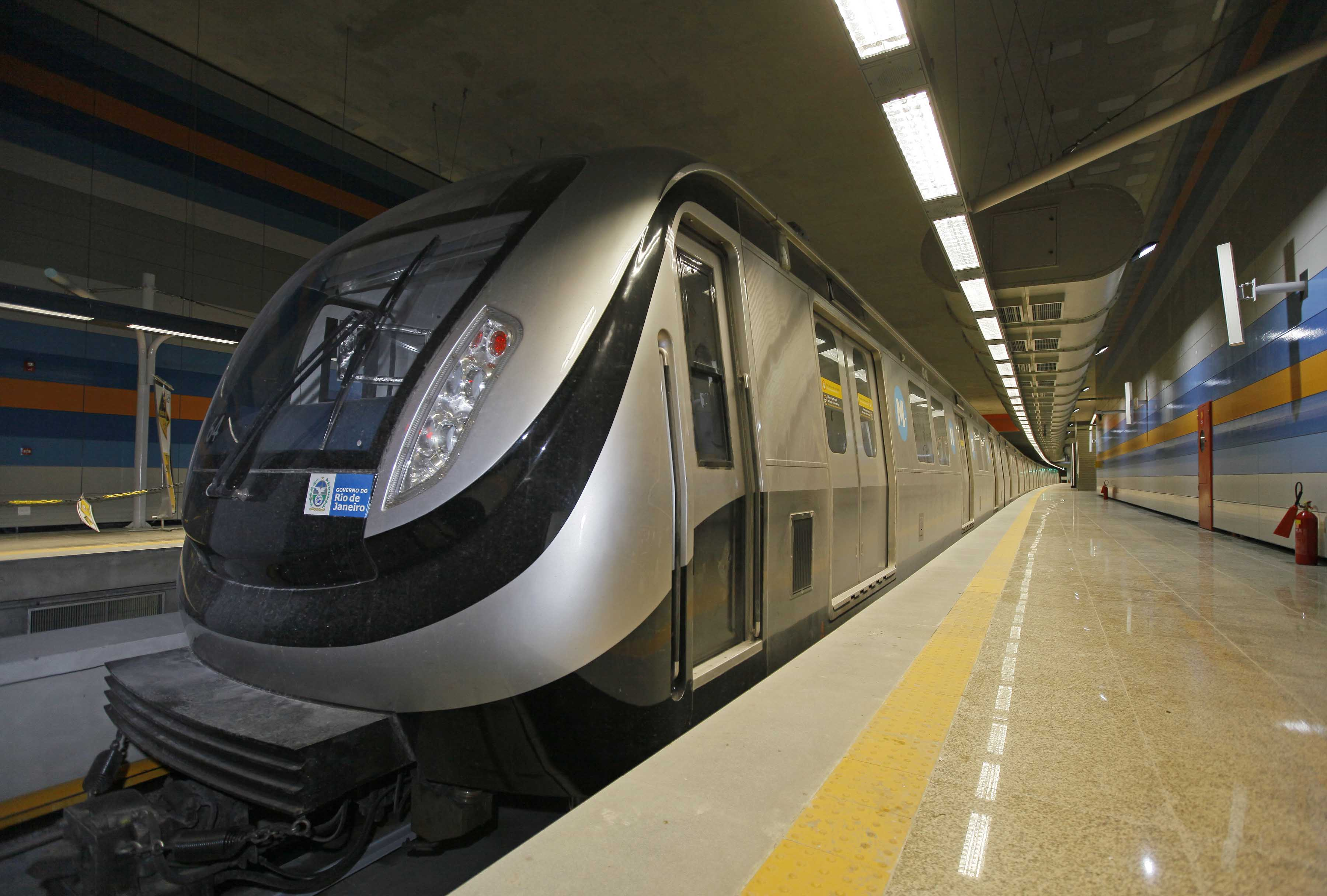